# Wischnewa

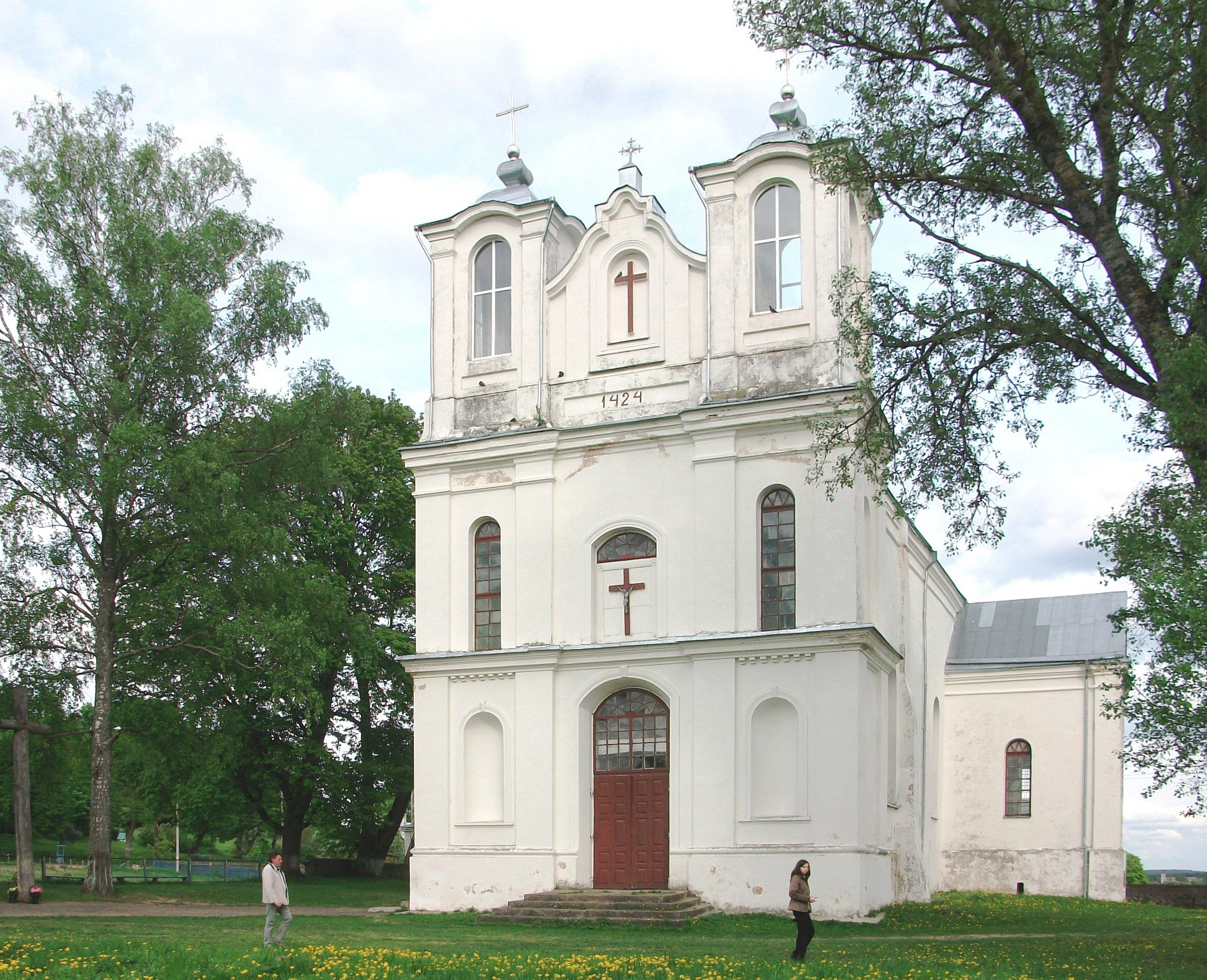
Katholische Kirche von Wischnewa

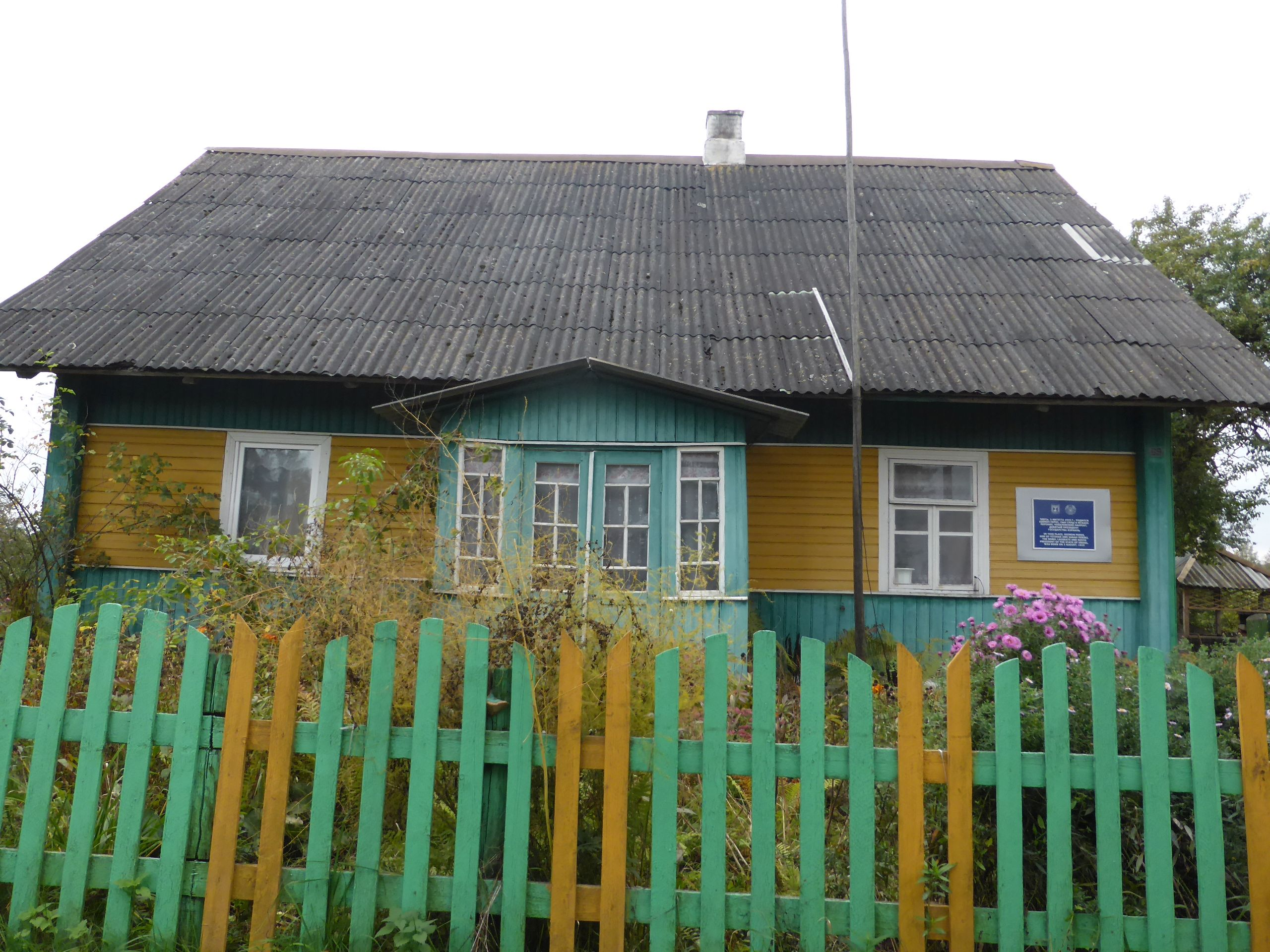
Geburtshaus von Schimon Peres (2018)

Wischnewa  bzw. Wischnewo (belarussisch Ві́шнева Višnieva; russisch Вишнево; polnisch Wiszniew, litauisch Vyšniavas, jiddisch ווישנעווע Vishneve) ist ein Ort im Rajon Waloschyn der Minskaja Woblasz in Belarus in der Nähe der litauischen Grenze. Der Ortsname bezieht sich in allen drei Sprachen auf Weichseln (Sauerkirschen).

## Geschichte
In der zweiten Hälfte des 18. Jahrhunderts war Wiszniew im Besitz des polnischen Grafen Joachim Chreptowicz, des letzten Großkanzlers Litauens.
In den Jahren von 1921 bis 1939 gehörte der Ort zur Woiwodschaft Nowogródek der Zweiten Polnischen Republik. Im Zuge der Sowjetischen Besetzung Ostpolens im September 1939 besetzte die Rote Armee Wiszniew, es wurde der Sowjetunion einverleibt, ohne ablehnende deutsche Reaktion, wie im Deutsch-sowjetischen Nichtangriffspakt vereinbart; im Deutsch-Sowjetischen Krieg wurde Wiszniew im Juli 1941 von deutschen Truppen erobert und im Juli 1944 von der Roten Armee zurückerobert. Wiszniew, nun Wischnewa, wurde der Weißrussische Sozialistischen Sowjetrepublik zugeschlagen.

## Die jüdische Gemeinde
Der Ort war lange Zeit mehrheitlich jüdisch geprägt: Im Jahr 1907 hatte der Ort 2650 Einwohner, von denen 1863 jüdischen Glaubens waren. Die meisten der jüdischen Einwohner wurden während der deutschen Besatzung im Zweiten Weltkrieg getötet (siehe Synagoge), allein am 30. August 1942 fielen 1100 Einwohner der SS zum Opfer. Die verbliebenen Überlebenden verließen den Ort; vom jüdischen Friedhof am Ortsrand sind nur noch wenige Reste erhalten.
In Wiszniew wurde 1923 der spätere israelische Präsident Schimon Peres geboren, der 1934 mit seiner Familie nach Palästina auswanderte. Schimʿon Peres erinnerte daran bei seiner Rede vor dem Deutschen Bundestag am 27. Januar 2010 zum Tag des Gedenkens an die Opfer des Nationalsozialismus:

„Als die Nazis in Wiszniewo einmarschierten, befahlen sie allen Juden, sich in der Synagoge zu versammeln. Mein Großvater ging als erster hinein, eingehüllt in denselben Gebetsmantel, in den ich mich als Kind schon eingewickelt hatte. Seine Familie folgte ihm. Die Türen wurden von draußen verriegelt, und das Holzgebäude wurde angezündet. Von der gesamten Gemeinde blieben nur glühende Asche und Rauch.“

Nahum Goldmann, der Gründer und langjährige Präsident des Jüdischen Weltkongresses, stammt ebenfalls aus dem Ort.

## Söhne und Töchter der Stadt
- Nahum Goldmann (1895–1982), Präsident des Jüdischen Weltkongresses
- Jehoschua Rabinowitz (1911–1979), israelischer Politiker
- Schimon Peres (1923–2016), israelischer Politiker, Ministerpräsident und Staatspräsident Israels